# Кёттинг, Джованни
Джованни Кёттинг (итал. Giovanni Koetting; род. 10 марта 1962, Ивреа, Италия) — итальянский футболист, игравший на позиции полузащитника, в частности, за клубы «Ювентус» и «Анкона», а также юношескую сборную Италии. По завершении игровой карьеры — тренер.

## Биография
Родился 10 марта 1962 года в городе Ивреа. Воспитанник футбольной школы «Ювентуса». С 1979 года начал привлекаться в ряды главной команды клуба, однако во взрослом футболе дебютировал лишь в следующем году, играя на условиях аренды за «Удинезе». Впоследствии еще в течение одного сезона также на арендных правах защищал цвета клуба СПАЛ.
В 1982 году вернулся в «Ювентус», где в течение следующих трех сезонов принял участие лишь в девяти играх итальянского первенства. В статусе запасного игрока «старой сеньоры» завоевал титул обладателя Кубка Италии, становился чемпионом Италии, обладателем Кубка обладателей кубков УЕФА, Суперкубка УЕФА и Кубка чемпионов УЕФА.
В 1985 году перешел в «Анконы», где в течение двух сезонов был игроком основного состава. Завершал игровую карьеру в командах низшей лиги «Ивреа» и «Риваролезе» на протяжении 1987—1993 годов.

### Выступления за сборную
1981 года защищал цвета юношеской сборной Италии (U-20), в составе которой был участником той молодежного первенства мира, на которой итальянцы не смогли преодолеть групповой этап.

### Карьера тренера
В течение 2009—2015 годов работал тренером в командах низшей лиги «Сантия» и «Спортинг Беллинцаго».